# Heining-lès-Bouzonville
Heining-lès-Bouzonville (Duits: Heiningen bei Busendorf ) is een gemeente in het Franse departement Moselle (regio Grand Est) en telt 496 inwoners (1999). De plaats maakt deel uit van het arrondissement Forbach-Boulay-Moselle.

## Geografie
De oppervlakte van Heining-lès-Bouzonville bedraagt 6,0 km², de bevolkingsdichtheid is 82,7 inwoners per km².
De onderstaande kaart toont de ligging van Heining-lès-Bouzonville met de belangrijkste infrastructuur en aangrenzende gemeenten.

## Demografie
Onderstaande figuur toont het verloop van het inwonertal (bron: INSEE-tellingen).